# تشارلز إي. فاولر
تشارلز إي. فاولر (بالإنجليزية: Charles E. Fuller)‏ هو مقدم برامج إذاعية أمريكي، ولد في 25 أبريل 1887 في لوس أنجلوس في الولايات المتحدة، وتوفي في 18 مارس 1968 في باسادينا في الولايات المتحدة.

## وصلات خارجية
- تشارلز إي. فاولر على موقع إن إن دي بي (الإنجليزية)